# Cantón de Tournan-en-Brie
El cantón de Tournan-en-Brie era una división administrativa francesa, que estaba situada en el departamento de Sena y Marne y la región de Isla de Francia.

## Composición
El cantón estaba formado por nueve comunas:
- Châtres
- Chaumes-en-Brie
- Courquetaine
- Favières
- Gretz-Armainvilliers
- Liverdy-en-Brie
- Ozouer-le-Voulgis
- Presles-en-Brie
- Tournan-en-Brie

## Supresión del cantón de Tournan-en-Brie
En aplicación del Decreto n.º 2014-186 de 18 de febrero de 2014, el cantón de Tournan-en-Brie fue suprimido el 22 de marzo de 2015 y, de sus 9 comunas, 6 pasaron a formar parte del nuevo cantón de Fontenay-Trésigny, y las otras 3 al nuevo cantón de Ozoir-la-Ferrière.